# Iñigo de Comontes
Iñigo de Comontes est un peintre espagnol de la Renaissance.
Il est le frère Antonio de Comontes et le père de Francisco de Comontes.

## Biographie
Iñigo de Comontes a été l'élève d'Antonio del Rincón comme son frère d'après Juan Agustín Ceán Bermúdez.
En 1483, avec Alfonso de Aguila, il a peint et doré les images de l'histoire de sainte Marina dans sa chapelle, dans la cathédrale de Tolède.
En 1484 il prépare et peint la Roca Pascual et s'engage à faire un retable pour la chapelle du chanoine don Luis Daza, la chapelle de l'Épiphanie.
Il travaille sur la chapelle San Blas en 1488 pour laquelle il est payé 1 200 maravedis pour peindre et doré l'autel de la sacristie et 744 maravedis pour la décoration de la voûte.
Peintre fresquiste installé à Tolède, il avait peint l'Histoire de Pilate dans le cloître de la cathédrale de Tolède en 1495, et, en 1529, l'entrée de l'ancienne sacristie. Il ne subsiste rien de ces anciens travaux.